# Allotalanta
Allotalanta é um gênero de traça pertencente à família Cosmopterigidae.